# Thalion Software
Thalion Software war ein deutscher Hersteller von Computerspielen aus der Zeit der 16-Bit-Heimcomputer, wie dem Atari ST und Commodore Amiga.

## Geschichte
Die Firma wurde von Holger Flöttmann, Erik Simon, Jochen Hippel und Marc Rosocha im Oktober 1988 in Gütersloh gegründet. Flöttmann hatte zuvor bei Rainbow Arts gearbeitet, Hippel und Simon waren zuvor als Mitglieder der Gruppe The Exceptions Teil der Demoszene gewesen. Das Hauptziel von Thalion Software war die Programmierung von Computerspielen mit modernster Technologie und Ausnutzung aller Features, die ein Computer bot. Schwerpunkt waren Spiele für den Atari ST und den Amiga. Obwohl die Produkte von technisch guter Qualität waren und gute Kritiken erhielten, blieb der kommerzielle Erfolg letztlich aus. Durch die Verkaufserlöse der ersten Veröffentlichung, Warp, konnten die Entwicklungskosten auf Grund vieler Raubkopien nicht gedeckt werden. Die Entwicklungskosten des Rollenspiels Dragonflight, das wegen seines effektiven Kopierschutzes in Relation zu seinen technischen Qualitäten ausgesprochen unbekannt blieb, brachten das Studio schließlich nahe an den Konkurs.
Das Studio wurde zunächst von Ariolasoft übernommen. 1991 stieg Flöttmann aus, um Ascaron zu gründen. Auch Hippel und Rosocha verließen das Unternehmen. Erik Simon blieb bis 1993 und arbeitete zuletzt als Entwicklungsleiter. In dieser Zeit entstanden das Jump ’n’ Run Lionheart, die Rollenspiele Amberstar und Ambermoon sowie die Flugsimulation A320 Airbus von Rainer Bopf.
Ab 1993 verließen viele Mitarbeiter das Unternehmen. Die Lionheart-Entwickler Erwin Kloibhofer und Henk Nieborg wechselten zum Jahresbeginn zu Psygnosis. Grafikerin Monika Krawinkel verließ das Unternehmen im Sommer, Designer Karsten Köper im Oktober. Mit dem Jahreswechsel 1993/1994 ging Simon zusammen mit Thorsten Mutschall, Jurie Horneman, Tobias Franz und Christian Jungen zu Blue Byte, wo sie das stilistisch an die Amber-Spiele angelehnte Rollenspiel Albion entwickelten. Damit hatten alle Gründer das Unternehmen verlassen. 1994 wurde die Firma aufgelöst.

## Spiele
- 1989: Warp (Amiga, Atari ST)
- 1989: The Seven Gates of Jambala (Amiga, CD32, Atari ST)
- 1989: Dragonflight (Amiga, Atari ST, DOS)
- 1990: Chambers of Shaolin (Amiga, CD32, Atari ST, C64)
- 1990: Enchanted Land (Amiga, Atari ST)
- 1990: A Prehistoric Tale (Amiga, Atari ST)
- 1990: Atomix (eine Softtouch/Tale Software-Entwicklung) (Amiga, Atari ST, C64, DOS)
- 1990: Leavin' Teramis (Amiga, Atari ST)
- 1990: Magic Lines (eine Softtouch/Tale Software-Entwicklung) (Amiga, Atari ST)
- 1990: Tower FRA (Amiga)
- 1990: Wings of Death (Amiga, Atari ST)
- 1991: A320 Airbus: Edition Europa (Amiga, Atari ST, DOS)
- 1991: Tangram (Amiga, Atari ST)
- 1991: Trex Warrior: 22nd Century Gladiator (Amiga, Atari ST)
- 1991: Ghost Battle (Amiga, Atari ST)
- 1992: Amberstar (Amiga, Atari ST, DOS)
- 1992: Lionheart (Amiga)
- 1992: Neuronics (veröffentlicht unter dem Ariolasoft-Label „Art Edition“) (Amiga, C64)
- 1992: No Second Prize (Amiga, Atari ST)
- 1993: A320 Airbus: Edition USA (Amiga, Atari ST, DOS)
- 1993: Ambermoon (Amiga)